# Гавлок (Айова)
Гавлок (англ. Havelock) — місто (англ. city) в США, в окрузі Покахонтас штату Айова. Населення — 130 осіб (2020).

## Географія
Гавлок розташований за координатами 42°49′59″ пн. ш. 94°42′3″ зх. д. / 42.83306° пн. ш. 94.70083° зх. д. (42.833109, -94.700855).  За даними Бюро перепису населення США в 2010 році місто мало площу 1,47 км², уся площа — суходіл.

## Демографія
Згідно з переписом 2010 року, у місті мешкало 138 осіб у 65 домогосподарствах у складі 35 родин. Густота населення становила 94 особи/км².  Було 87 помешкань (59/км²).
Расовий склад населення:
| - 92,8 % — білих - 1,4 % — корінних американців - 0,7 % — вихідців з тихоокеанських островів - 0,7 % — азіатів |

До двох чи більше рас належало 4,3 %. Частка іспаномовних становила 6,5 % від усіх жителів.
За віковим діапазоном населення розподілялося таким чином: 18,8 % — особи молодші 18 років, 66,7 % — особи у віці 18—64 років, 14,5 % — особи у віці 65 років та старші. Медіана віку мешканця становила 43,3 року. На 100 осіб жіночої статі у місті припадало 97,1 чоловіків;  на 100 жінок у віці від 18 років та старших — 93,1 чоловіків також старших 18 років.
Середній дохід на одне домашнє господарство  становив 32 735 доларів США (медіана — 28 750), а середній дохід на одну сім'ю — 33 638 доларів (медіана — 28 750). За межею бідності перебувало 44,7 % осіб, у тому числі 78,0 % дітей у віці до 18 років та 7,1 % осіб у віці 65 років та старших.
Цивільне працевлаштоване населення становило 66 осіб. Основні галузі зайнятості: освіта, охорона здоров'я та соціальна допомога — 25,8 %, оптова торгівля — 19,7 %, роздрібна торгівля — 16,7 %.